# Colura crispiloba
Colura crispiloba là một loài Rêu trong họ Lejeuneaceae. Loài này được Jovet-Ast mô tả khoa học đầu tiên năm 1983.